# Молоссия

Герб Республики Вульдштейн

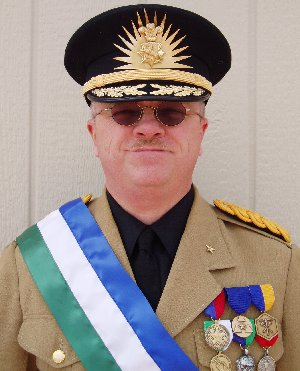
Президент Кевин Бо

Молоссия (англ. Molossia), официально Республика Молоссия (англ. Republic of Molossia) — виртуальное государство, основанное недалеко от города Дейтон, штат Невада, США, в 1977 году Джеймсом Спилманом (Король Джеймс I) и Кевином Бо (премьер-министр).
Столица и крупнейший город — Боугстон.
Законы и правила в Молоссии включают обязательную военную службу, смертную казнь, свободу слова и запрет на курение. Население государства составляет 37 человек, среди которых сам президент Кевин Бо (англ. Kevin Baugh), его жена и двое детей. Также на территории Молоссии проживают 3 собаки, кот и кролик. При этом официально Молоссия даже имеет космическую и ядерную программу.

## История
Молоссия была провозглашена в 1977 году и на тот момент называлась Великая Республика Вульдштейн. Джеймс Спилман стал королём, а Кевин Бо провозгласил себя премьер-министром. В те времена у Молоссии не было какой-либо территории.
Джеймс I (Джеймс Спильман) (англ. James Spielmann; родился в 1962 году в США) — государственный и политический деятель, основатель и король виртуального государства Вульдштейн. Вульдштейн был провозглашен в 1977 году им и его одноклассником Кевином Бо. Джеймс стал королём, а Кевин — премьер-министром. У Вульдштейна не было территорий (кроме вымышленного острова Вульдштейн у берегов Франции), и через 21 год, в 1998 году, король Джеймс I отошел от дел. Последующая его жизнь неизвестна.
Кевин Бо (англ. Kevin Baugh; родился 30 июля 1963 года в Дейтоне (Невада)) является президентом Молоссии с 3 сентября 1999 года. В 1977 году четырнадцатилетний Кевин Бо совместно с Джеймсом Спилманом стал сооснователем т. н. Великой Республики Вульдштейн и её первым премьер-министром. Спилман, провозгласивший себя королём Джеймсом I, постепенно отошёл от дел, в то время как Бо задался целью присоединения к микрогосударству каких-либо территорий. Спустя несколько лет, в 1998 году, он приобрёл участок земли на территории штата Невада, включив его в состав своей микронации.
В 1999 году, вскоре после освоения приобретённой земли, Бо упразднил Великую Республику Вульдштейн и провозгласил на её территории новое микрогосударство — Молоссию, а себя — её президентом. У Кевина Бо есть супруга (она же первая леди Молоссии) — Эдрианн Мэри МакФитцхенри Бубакар ДиБьянка, вышедшая замуж за Бо в 2009 году, и двое сыновей от первого брака. Вместе они, а также четверо детей Эдрианн, составляют народ микрогосударства Молоссия, одновременно занимая различные государственные посты.
В августе 2003 года Молоссия впервые расширила свои границы и приобрела землю в Северной Калифорнии, создав свою первую колонию Фарфалла. Эта колония была сдана в конце 2005 года только для того, чтобы почти одновременно быть вытесненной новой территорией, провинцией Дезерт-Хоумстед, расположенной в Южной Калифорнии.
22 мая 2006 года у Молоссии начался вооружённый конфликт с Мусташистаном.  Мусташистан был микронацией, созданной другом Кевина Бо, который называл себя султаном Али-Али Ахсенфри. Мусташистан был основан при помощи Молоссии и был де-факто опирающимся на нее марионеточным государством. Корни конфликта кроются в противоречивых территориальных претензиях, ситуации, агрессивно преследуемой Мусташистаном. После начала вооруженного конфликта в конце мая 2006 года мусташистанцы потерпели поражение в двух отдельных сражениях и попросили мира. Поступали сообщения о раненых, один солдат Мусташистана погиб. 8 июня 2006 года был подписан мирный договор между Республикой Молоссия и ее марионеточным государством Мусташистан, согласившийся на полное прекращение боевых действий и прекращение войны между двумя странами. В соответствии с договором, войска Мусташистана, находившиеся в плену у Молоссии, были немедленно репатриированы в Мусташистан. После этого, Мусташистан официально «впал в спячку».
В марте 2007 года Молоссия стала лидером на экологической арене, запретив лампы накаливания. В январе 2009 года Молоссия также запретила пластиковые пакеты для покупок и начала комплексную программу утилизации.
Республика Молоссия утверждает, что находится в состоянии войны с бывшим государством Восточная Германия (ГДР), утверждая, что они несут ответственность за военные учения, проведенные Кевином Бо во время его пребывания в составе вооруженных сил США в Западной Германии, и, следовательно, несут ответственность за его последующий диагноз лишение сна. Хотя ГДР прекратила свое существование в 1990 году после заключения Договора об окончательном урегулировании в отношении Германии, Молоссия утверждает, что остров Эрнста Тельмана, посвященный Фиделем Кастро веймарскому немецкому политику Эрнсту Тельману и переданный ГДР, а также отсутствие на нем упоминание в договоре об окончательном урегулировании со стороны Кубы, следовательно, по-прежнему остается землей ГДР, что позволяет войне продолжаться.

## Валюта
Официальная валюта микрогосударства — валора (англ. Valora). 1 валора равна 100 футтрусам (англ. futtrus). Монеты и банкноты валора де-факто не используются в качестве платёжного средства. Монеты достоинством 1, 5, 10, 30 (изготовленные из пластика) и банкноты достоинством 1, 5, 10, 20 можно приобрести на сайте Молоссии. Металлическая монета достоинством 50 существует как музейный экспонат и не продается. Согласно позиции правительства Молоссии, 1 валора эквивалентна 1/3 пачке печенья «Pillsbury».

## Герб
Герб Молоссии представляет собой французский щит, с тремя горизонтальными полосами, выкрашенными в цвета флага Молоссии, и изображением мустанга (национального животного). Щит расположен на фоне солнечных лучей и увенчан короной и тремя перьями, также выкрашенными в национальные цвета.

## Флаг
Флаг Молоссии представляет собой сине-бело-зелёный триколор. На сайте толкование флага такое:
- Синяя полоса символизирует силу и небо над пустыней.
- Белая полоса символизирует чистоту и горы, составляющие большую часть Молоссии.
- Зелёная полоса символизирует процветание и молоссийский пейзаж, зелёный после весеннего дождя.

## Гимн
Музыка, впоследствии использованная при создании гимна Молоссии, была сочинена румынским композитором Чиприаном Порумбеску, умершим в 1883 году. В 1912 году, после провозглашения независимости Албании, мелодия легла в основу албанского гимна. В 1999 году, положив на музыку Порумбеску текст собственного сочинения Кевин Бо учредил гимн виртуального государства.
| «Молоссия, нация в пустыне» музыка Чиприана Порумбеску, слова Симона-Пьера Бока Ди Мпаси Лонди | "Molossia, a Nation in the Desert" music by Ciprian Porumbescu, lyrics by Simon-Pierre Boca Di Mpasi Londi |
| --- | --- |
| Есть место под западным солнцем, Гордая страна, нация, которой нет равных, Оазис среди песков пустыни, Возвышающийся в этой необычной земле. От высоких гор до широких долин, Наш синий, белый и зеленый флаг всегда развевается, Где бродят ястребы и мустанги, Прекрасная Молоссия - наш дом. Драгоценная земля ветра, мудреца и могучих снов, Наша страна сильная, свободная и гордая, она царит безраздельно, Прекрасная Молоссия - наш дом, Прекрасная Молоссия - наш дом. | There's a place under the western sun A proud country, a nation that has no equal, An oasis in the desert sands Towering in this strange land. From high mountains to wide valleys, Our blue, white and green flag is always flying, Where hawks and mustangs roam Beautiful Molossia is our home. Precious land of wind, sage and mighty dreams, Our country is strong, free and proud, it reigns supreme, Beautiful Molossia is our home, Beautiful Molossia is our home. |

## Кикассия
В 2010 году Channel Awesome снял фильм под названием «Kickassia». По сюжету Молоссию захватывают и переименовывают в Кикассию (от англ. kick — «пинок» и ass — груб. «задница»).